# Wereldkampioenschappen schaatsen afstanden 2012 - 5000 meter mannen
De 5000 meter mannen op de wereldkampioenschappen schaatsen afstanden 2012 werd gereden op 23 maart 2012 in het ijsstadion Thialf in Heerenveen, Nederland.
Bob de Jong was de titelverdediger en won dit seizoen ook een wereldbekerwedstrijd. Sven Kramer is de olympisch kampioen en won dit seizoen twee wereldbekerwedstrijden. Bob de Jong zette in de voorlaatste rit een scherpe tijd neer, maar Kramer startte beduidend sneller, hield zijn voorsprong op het schema van De Jong vast en werd wereldkampioen, voor De Jong en de Amerikaan Jonathan Kuck.

## Statistieken

### Uitslag
| #      | Schaatser                   | Land | Tijd    |
| ------ | --------------------------- | ---- | ------- |
| Goud   | Sven Kramer                 | NED  | 6.13,87 |
| Zilver | Bob de Jong                 | NED  | 6.15,26 |
| Brons  | Jonathan Kuck               | USA  | 6.16,28 |
| 4      | Jan Blokhuijsen             | NED  | 6.16,82 |
| 5      | Alexis Contin               | FRA  | 6.21,44 |
| 6      | Ivan Skobrev                | RUS  | 6.24,05 |
| 7      | Denis Joeskov               | RUS  | 6.24,74 |
| 8      | Patrick Beckert             | GER  | 6.26,25 |
| 9      | Moritz Geisreiter           | GER  | 6.26,64 |
| 10     | Bart Swings                 | BEL  | 6.28,07 |
| 11     | Shane Dobbin                | NZL  | 6.28,48 |
| 12     | Dmitri Babenko              | KAZ  | 6.28,82 |
| 13     | Jordan Belchos              | CAN  | 6.30,79 |
| 14     | Jan Szymański               | POL  | 6.31,16 |
| 15     | Alexej Baumgärtner          | GER  | 6.32,11 |
| 16     | Hiroki Hirako               | JPN  | 6.32,73 |
| 17     | Sverre Lunde Pedersen       | NOR  | 6.35,10 |
| 18     | Brian Hansen                | USA  | 6.37,90 |
| 19     | Ewen Fernandez              | FRA  | 6.38,58 |
| 20     | Roland Cieslak              | POL  | 6.38,90 |
| 21     | Mathieu Giroux              | FRA  | 6.42,95 |
| 22     | Kristian Reistad Fredriksen | NOR  | 6.44,96 |
| 23     | Joo Hyung-joon              | KOR  | 6.48,67 |
| 24     | Ferre Spruyt                | BEL  | 6.50,42 |

### Loting
| Rit | Binnenbaan                  | Buitenbaan         |
| --- | --------------------------- | ------------------ |
| 1   | Mathieu Giroux              | Roland Cieslak     |
| 2   | Jan Szymański               | Ferre Spruyt       |
| 3   | Kristian Reistad Fredriksen | Hiroki Hirako      |
| 4   | Brian Hansen                | Ewen Fernandez     |
| 5   | Denis Joeskov               | Joo Hyung-joon     |
| 6   | Jordan Belchos              | Dmitri Babenko     |
| 7   | Patrick Beckert             | Alexej Baumgärtner |
| 8   | Shane Dobbin                | Ivan Skobrev       |
| 9   | Moritz Geisreiter           | Bart Swings        |
| 10  | Sverre Lunde Pedersen       | Jonathan Kuck      |
| 11  | Bob de Jong                 | Alexis Contin      |
| 12  | Jan Blokhuijsen             | Sven Kramer        |

1996 · 
1997 · 
1998 · 
1999 · 
2000 · 
2001 · 
2003 · 
2004 · 
2005 · 
2007 · 
2008 · 
2009 · 
2011 · 
2012 · 
2013 · 
2015 · 
2016 · 
2017 · 
2019 ·
2020 ·
2021 ·
2023 ·
2024 ·
2025